# Blue Exorcist
Blue Exorcist (青の祓魔師?, Ao no Ekusoshisuto, lett. "Esorcista blu") è un manga shōnen scritto e disegnato da Kazue Katō. In Giappone sono stati pubblicati 32 volumi a partire dal 2009. La serie animata omonima di 25 episodi (più un OAV conclusivo) è andata in onda in Giappone dal 17 aprile al 2 ottobre 2011 su MBS. Alla serie ha fatto seguito un lungometraggio animato prodotto nel 2012. Una seconda stagione anime è andata in onda tra il 6 gennaio e il 24 marzo 2017. Una terza stagione è stata trasmessa dal 6 gennaio al 23 marzo 2024. Una quarta stagione è andata in onda dal 5 ottobre 2024 al 22 marzo 2025. La storia è ispirata ad alcune fiabe dei Fratelli Grimm, a cui sono stati aggiunti in seguito diversi riferimenti biblici. In Italia le prime due stagioni sono state acquistate da Netflix mentre la terza e la quarta da Crunchyroll.

## Trama
Il mondo è costituito da due dimensioni parallele e speculari l'una all'altra, separate ma al contempo strettamente interconnesse, quella di Assiah (il mondo umano) e quella di Gehenna; la seconda dà rifugio ai demoni guidati da Satana, padrone del regno infero.
La storia ruota attorno a Rin, un adolescente scapestrato ma dotato di grande forza e coraggio: non ha mai conosciuto la madre, morta di parto, e cresce assieme al fratello gemello Yukio allevato amorevolmente dal padre adottivo esorcista Shiro. Il ragazzo ad un certo momento verrà però a scoprire ch'egli in realtà è il figlio di Satana e che Yukio è da sempre in grado di percepire la presenza dei demoni.
 Assistendo alla morte di Shiro per mano dei demoni, Rin fa ciò che il padre adottivo gli chiese di non fare mai, estrarre cioè dal fodero la spada "ammazza-demoni" Kurikara, una katana che contiene sigillati tutti i suoi poteri soprannaturali. Da quel momento in poi, Rin non solo ottiene caratteristiche demoniache permanenti come zanne, orecchie appuntite e coda, ma anche il potere di bruciare tra fiamme blu che possono distruggere tutto ciò che tocca.
 Poco dopo la partenza di Yukio per l'Accademia della Vera Croce, anche Rin vi si iscrive, con l'intenzione di divenir un fortissimo esorcista in grado di sconfiggere Satana e vendicar in tal modo la morte dell'amato genitore adottivo. Qui incontrerà molte persone con cui si dovrà via via confrontare, sia amici che nemici: soprattutto dovrà cercar di capire quali siano le autentiche intenzioni e sentimenti del preside Mephisto, di certi insegnanti, dei suoi compagni e anche dello stesso Yukio nei suoi confronti.

## Personaggi

### Protagonisti

Rin avvolto dalle fiamme blu demoniache

Rin Okumura (奥村 燐?, Okumura Rin)
Doppiato da: Nobuhiko Okamoto
Ha 15 anni, ed è il protagonista della storia, figlio di Satana e di una donna umana, nonché l'erede dei poteri sovrannaturali del padre; questi furono sigillati al momento della propria nascita in una spada "soggiogatrice di demoni" chiamata Kurikara (倶利伽羅?), o Komaken (降魔剣?, Kōmaken), da colui che lo adottò ovvero Shiro Fujimoto: ciò gli ha così permesso di vivere da essere umano fino a quel momento.
 Rin scopre la sua vera identità dopo che la spada non riesce più a contenere le fiamme blu, ereditate da Satana, iniziando a scatenare tutta una serie di eventi che portano alla morte del padre adottivo per mano dello stesso Satana, il quale tenterà poi di portare indietro con sé Rin nel mondo dei demoni. Il Capo Esorcista Mephisto Pheles affronta Rin al termine del funerale di Shiro insieme a diversi altri suoi colleghi, mettendo il ragazzo di fronte ad una scelta radicale: riuscire ad ucciderli o morire lui stesso. Rin chiede invece all'uomo di poter diventare Esorcista, un'idea questa che in un primo momento sembra divertire molto Mephisto. Il ragazzo viene però successivamente accettato e fatto iscrivere personalmente da Mephisto all'Accademia della Vera Croce, scuola per Esorcisti, dove persegue il suo obbiettivo di seguire le orme di Shiro ed arrivar a sconfiggere Satana: attualmente è un Exwire che si sta specializzando come Meister in "Knight" (Cavaliere).
 Rin, sfoderando la sua katana, può usufruire dei poteri ereditati da Satana; il fodero funge da portale per Gehenna (il mondo demoniaco) e, quando la spada viene sguainata, fa tornare Rin alla sua primordiale forma demoniaca. Ma anche mentre si trova nella sua forma umana il ragazzo sfoggia diversi tratti somatici che sono segni della sua natura demoniaca, come i denti canini acuminati, le orecchie appuntite ed una lunga coda pelosa nera (che cerca di tenere nascosta dentro la camicia).
 Nella sua forma demoniaca invece ha fiamme bluastre che gli fluttuano sopra la testa, lunghe orecchie da elfo e ardenti occhi blu scuro: in tutte e due le forme Rin può controllare incredibili e distruttive fiamme blu, segno distintivo di tutto ciò che è collegato a Satana. Tuttavia, quando sguaina Kurikara, la grandezza delle fiamme aumenta drasticamente e spesso ciò fa sì che Rin venga "consumato" dalla potenza delle fiamme non riuscendo più a controllarsi.
 Possiede e porta sempre con sé un Cat Sith, Kuro, che inizialmente apparteneva a Shiro, come suo famiglio: ha infine un notevole talento nel cucinare, dato che ha cominciato a farlo fin da piccolo per tutti i monaci dell'abbazia.
Yukio Okumura (奥村 雪男?, Okumura Yukio)
Doppiato da: Jun Fukuyama
Gemello minore di Rin, nei momenti in cui litiga col fratello è da questi chiamato "quattrocchi pieno di nei". Quando si scoprì che la donna umana rimasta incinta di Satana avrebbe partorito due gemelli, si pensava che i poteri demoniaci si sarebbero divisi equamente tra i due nascituri. Tuttavia, a causa della sua debole costituzione, Yukio non ha ereditato alcun potere da Satana, venendo al mondo come umano e facendo invece ereditare tutti i poteri sovrannaturali a Rin.
 Nonostante ciò, Yukio ha ricevuto il "tocco del demone" (Masho) alla nascita da suo fratello, il che gli consente di vedere i demoni fin da quando ha memoria. Il ragazzo si è segretamente allenato per diventare Esorcista fin da quando aveva sette anni, in modo da proteggere Rin (così come gli era stato amorevolmente imposto da Shiro).
 Mentre i due fratelli sono al loro primo anno all'Accademia della Vera Croce, Yukio è già un rinomato istruttore alla scuola per apprendisti esorcisti nella sua qualità d'insegnante di Farmacologia Anti-demone nella classe di Rin: viene spesso affermato che Yukio sia un genio, avendo già acquisito il titolo di Meister in "Dragoon" e "Doctor", mentre la maggior parte delle persone mirano a diventare Meister specializzandosi in una sola classe.
 Al momento è un Esorcista di Media Classe; nonostante lui e Rin discutano continuamente in maniera anche molto animata, si capisce che Yukio tiene molto al benessere del fratello. Spaventato dall'idea che Rin possa finir con l'essere completamente consumato dalla sua natura demoniaca, Yukio lo rimprovera spesso per le sue azioni impulsive e per il suo atteggiamento incosciente e spericolato.

### Compagni di Rin all'Accademia per esorcisti
Shiemi Moriyama (杜山 しえみ?, Moriyama Shiemi)
Doppiata da: Kana Hanazawa
ragazzina con gli occhi verdi e capelli biondi a caschetto, arrossisce facilmente ed indossa il kimono. È la figlia della proprietaria del negozio per soli Esorcisti; gentile e timida ha un'autentica passione per il giardinaggio, ma spesso manca della necessaria fiducia in sé stessa. Prima dell'incontro risolutivo con Rin, Shiemi non usciva mai di casa e si prendeva cura del giardino insieme alla nonna materna; dopo la morte dell'anziana donna Rin e Yukio hanno esorcizzato un demone che si nutriva della forza vitale di Shiemi e per gratitudine lei ha deciso di diventare un'esorcista.
 Shiemi è molto legata ai due fratelli, e in termini amichevoli con Ryuji, Konekomaru e Renzo: rimane devastata dopo aver saputo che Rin e Yukio nascondevano il fatto di essere in parte degli esseri demoniaci, portandola alla conclusione che non la credessero affidabile. Tuttavia, durante la missione a Kyoto, si è riconciliata con Rin, mentre questi si trovava imprigionato, dopo essersi unita ai suoi amici per andare a liberarlo; è anche amica di Izumo nonostante all'inizio questa la usasse soltanto come una serva.
 Infine dimostra avere il talento per poter diventare un "Tamer" (Domatore), può difatti evocare un affidabile Green Man - da lei chiamato Nii-chan - che riesce a produrre erbe curative e barriere anti-demone.
Ryuji Suguro (勝呂 竜士?, Suguro Ryūji)
Doppiato da: Kazuya Nakai
soprannominato dalle persone a lui più vicine "Bon", è un individuo corpulento, ostinato e caratterialmente impetuoso; nonostante la sua apparenza da delinquente (striscia di capelli tinta di biondo nei capelli naturali neri, piercing) ed il suo atteggiamento abbastanza strafottente, lavora duro ed è il miglior studente nella sua classe. Ryuji è l'erede del cosiddetto "Tempio Maledetto" di Kyoto. A causa dell'incendio del Tempio durante gli eventi della "Notte Blu" e della rabbia e rancore provati contro suo padre, giura di sconfiggere Satana (obbiettivo che sostiene gli sia stato rubato da Rin) e ricostruire il suo Tempio andato distrutto.
 Quando viene rivelata l'identità di Rin si rifiuta di parlargli; dopo un confronto avvenuto col padre, Ryuji e i suoi compagni di classe aiutano Rin a scappare da un'imminente esecuzione, riconciliandosi così con l'amico, sostenendo di incolpare Rin solo del fatto di non avere abbastanza fiducia nei propri compagni. Cerca con tutte le sue forze di diventare un Meister sia in "Aria" che in "Dragoon".
Izumo Kamiki (神木 出雲?, Kamiki Izumo)
Doppiata da: Eri Kitamura
Si tratta di una delle migliori studentesse dell'intera Accademia e ne è ben conscia. Ha un atteggiamento da tsundere ed è scontrosa con tutti eccetto che con Paku (sua carissima amica d'infanzia, l'unica nella loro precedente scuola a parlarle). È molto orgogliosa e spesso è difficile discutere con lei e cercar di convincerla, ma in realtà Izumo si preoccupa molto dei suoi compagni Exwire ed anzi è stata la prima ad accettare Rin dopo che la sua identità di figlio di Satana è stata rivelata a tutti. La ragione di Izumo di diventare esorcista è che voleva rivedere e ritrovare sua sorella minore Tsukumo, separate dall'infanzia per via degli Illuminati, che volevano prendere il controllo del Nove-Code soggiogato dalla loro madre Tama. L'arte di controllare il Nove-Code viene tramandata nella famigli Kamiki da generazioni, per questo Izumo viene rapita dagli Illuminati per controllare il Nove-code, ma poi viene salvata dai suoi amici. Izumo vuole diventare Meister in "Tamer" (Domatore), e può evocare due Byakko (volpi) per combattere al suo fianco.
Konekomaru Miwa (三輪 子猫丸?, Miwa Konekomaru)
Doppiato da: Yūki Kaji
Un individuo timido ma intelligente, capace di creare complesse strategie in poco tempo. Non molto alto di statura, ha i capelli rasati come un monaco e porta gli occhiali. È molto fedele a Ryuji e Renzo, visto che sono cresciuti nello stesso Tempio di Kyoto: entrambi i suoi genitori sono stati uccisi da Satana durante i terribili accadimenti della "Notte Blu". È gentile e pacato con tutti ma è l'ultimo a riconciliarsi con Rin dopo aver saputo la verità su di lui; è l'ultimo erede della famiglia Miwa. Vuole diventare Meister in "Aria".
Renzo Shima (志摩 廉造?, Shima Renzō)
Doppiato da: Kōji Yusa
Uno spensierato ma un poco timoroso personaggio. È molto fedele a Bon e Konekomaru, visto che sono cresciuti tutti e due insieme a lui nel Tempio di Kyoto; ha perduto il fratello maggiore durante la "Notte Blu". Renzo è il secondo ad accettare Rin dopo aver scoperto la sua identità, ignorando ch'egli possa anche risultar esser in certi casi pericoloso. È infatuato sia di Izumo che di Shiemi, e in generale è ossessionato da tutte le donne e letteralmente terrorizzato dagli insetti. I suoi capelli naturali sono neri, ma li ha tinti di rosa (con somma delusione del padre); porta con sé un'asta K'rik (Khakkhara) per imparare a combattere come due dei suoi fratelli e vuole diventare un Meister in "Aria".
Nemu Takara (宝 ねむ?, Takara Nemu)
Doppiato da: Tsubasa Yonaga
Uno strano e tranquillo ragazzo che rimane sempre in disparte, frequenta il Corso Speciale per esorcisti assieme agli altri e porta sempre con sé il proprio coniglietto di peluche, con cui gioca. Non parla quasi mai, ma quelle poche volte che lo fa i suoi commenti sono sempre maleducati; non si sa molto di lui, tranne il fatto che è un ottimo ventriloquo. Non ha alcuna relazione con i suoi compagni, sta sempre in silenzio.
 È in realtà un ragazzo molto forte dato che durante la prova nel bosco dell'Accademia della Vera Croce riesce a recuperare da solo, e prima degli altri compagni, una delle tre lanterne magiche in palio. Ed infatti ha rivelato che lui è in grado di evocare a proprio piacimento delle bambole di varie forme e dimensioni controllandone i movimenti.
Noriko Paku (朴 朔子?, Paku Noriko)
Amica d'infanzia di Izumo, l'unica a stargli accanto dopo che questa ha cominciato ad esser evitata in quanto poteva vedere gli spiriti. Riuscirà con la sua bontà e gentilezza d'animo a far sì che Izumo si sciolga un po' con Shiemi; dopo esser stata aggredita e ferita da un demone decide di abbandonare la classe speciale per esorcisti, continuando però a frequentare la scuola come studentessa regolare.

### Appartenenti all'Ordine di Vera Croce
Shiro Fujimoto (藤本 獅郎?, Fujimoto Shirō)
Doppiato da: Keiji Fujiwara
Era un prete carismatico del Monastero Meridionale, uno dei Paladin nell'Ordine della Vera Croce (il titolo conferito agli Esorcisti più forti e potenti), mentore di Shura e padre adottivo di Rin e Yukio. Qualificato come Meister in "Aria", "Dragoon", "Knight" e "Doctor", aveva un Cat Sith come famiglio che ha chiamato Kuro. Shiro era un uomo tutto dedito ai propri doveri e considerato da tutti come l'Esorcista più importante del suo tempo.
 Dopo aver rubato la spada "soggiogatrice di demoni" Kurikara dal Tempio Maledetto di Kyoto dietro mandato diretto dell'Ordine, assieme a Mephisto ha utilizzato la spada per sigillare il cuore demoniaco del figlio di Satana e Yuri Egin. Shiro ha successivamente adottato i figli di Yuri, Yukio e Rin, allevandoli con amore e pazienza.
 Shiro era inoltre considerato anche come l'unico uomo capace di tenere testa alla possessione da parte di Satana mantenendo intatta la propria coscienza. Ha combattuto i ripetuti tentativi di Satana di possedere il suo corpo con grande forza di volontà, ma dopo aver ricevuto uno shock mentale a causa di Rin che lo accusava di "giocare a fare il padre", ma in realtà di non averlo mai davvero considerato suo figlio, Satana riuscì ad introdursi nel suo corpo. Dopo che Satana ha evocato il Cancello di Gehenna per riprendersi Rin, Shiro ha ripreso temporaneamente il controllo di sé stesso e si è suicidato per poterlo fermare.
Shura Kirigakure (霧隠 シュラ?, Kirigakure Shura)
Doppiata da: Rina Satō
Una bella e formosa esorcista di Classe Superiore e mentore di Rin. Si è allenata sotto la supervisione di Shiro Fujimoto per ottenere il titolo di Meister in "Knight" (Cavaliere) e può sfoderare una spada direttamente dal simbolo posto sul suo torace quando afferma, "Divora le Sette Principesse, uccidi il Serpente". Le capacità della sua spada le consentono di combattere ad armi pari con demoni di classe superiore come Amaimon.
 Di solito allegra ed odiosetta caratterialmente, rimane sempre abbastanza spensierata riguardo al suo lavoro, visto che gli piace molto bere alcolici e dormire fino a tardi. Sembra avere un passato oscuro, dichiarando che Shiro l'abbia salvata.
Prende l'identità di Yamada, uno dei compagni di classe di Rin, rimanendo col capo costantemente nascosto sotto un cappuccio; si è rivelata quando Amaimon ha attaccato Rin, salvando quest'ultimo dall'attacco del demone prima di prenderlo sotto la propria custodia. Ispettore Superiore, Shura aveva l'ordine di investigare nel ramo Giapponese dell'Accademia e di eliminare qualsiasi cosa collegata a Satana. Prova rancore verso Shiro (che le ha chiesto di insegnare a Rin come usare la Komaken) per "averla messa da parte". Shura intende riordinare "la confusione del suo padrone" dopo aver verificato che Rin fosse il figlio di Satana, ma Rin l'ha convinta che sarebbe diventato un Paladin e avrebbe dimostrato che Shiro ha fatto bene a lasciarlo vivere. Shura decide di insegnare a Rin come utilizzare i suoi poteri, secondo il desiderio di Shiro, creando un legame simile a "sorella maggiore-fratello minore" tra di loro. Yukio e Shura sono vicini l'uno all'altra perché Shiro li ha addestrati entrambi. Shura ha soprannominato Yukio "persona paurosa quattrocchi"(paurosetto de glasses).
Igor Neuhaus (イゴール・ネイガウス?, Igōru Neigausu)
Doppiato da: Ryōtarō Okiayu
Esorcista di Classe Superiore ed insegnante dell'Accademia, che ha ottenuto i titoli di "Tamer" (Domatore), "Doctor" (Dottore) e "Aria". Porta una benda sull'occhio sinistro, ha incantesimi "Aria" e cerchi magici tatuati sulle braccia. Da giovane ha incontrato Satana che ha ucciso la sua famiglia (dopo essersi impossessato temporaneamente del suo corpo) e l'ha privato dell'occhio sinistro, motivo per il quale porta grande rancore verso tutti gli abitanti del regno demoniaco a lui collegati. Nonostante ciò, è estremamente fedele a Mephisto e esegue ogni suo comando, motivo per cui ha fermato gli attacchi contro Rin.
Arthur Auguste Angel (アーサー・オーギュスト・エンジェル?, Āsā Ōgyusuto Enjeru)
Doppiato da: Daisuke Ono
L'ultimo in ordine di tempo ad esser designato Paladino. Gli è stato ordinato dalla Grigori di interrogare Mephisto e catturare Rin come prova. Arthur è un esorcista molto rispettato ma con dubbia etica, come detto da Shura, è un santo esteriormente ma un diavolo interiormente. Usa la spada Caliburn (da Excalibur) che sembra comunicare con lui telepaticamente. Quando parla, Arthur mostra aver un eccessivo affetto ed attaccamento verso se stesso, tanto da sfiorar il narcisismo e a volte sembra un adolescente innamorato pazzo.
 Il suo nome è un riferimento a Re Artù.
Kaori Tsubaki (椿 薫?, Tsubaki Kaori, nell'anime il suo nome è stato cambiato in Kaoru)
Insegnante di educazione fisica all'Accademia, soprannominato da Rin "basettone" per via delle basette che gl'incorniciano il volto, ogni tanto riceve una telefonata urgente dalla propria "gattina" e deve pertanto assentarsi dalle lezioni.
Momoi-sensei
Corpulenta insegnante di mezza età eccessivamente truccata.

### Altri
Yui Sakamoto
Bambina aiutata da Shiro quando capisce che ha il potere di vedere i demoni.
Maruta, Kyodo, Nagatomo e Izumi
Monaci nella stessa abbazia di Shiro.
Madre di Shiemi
All'inizio non ha un buon rapporto con la figlia, ma poi migliora.
Tatsuma Suguro (勝呂 達磨?, Suguro Tatsuma)
Padre di Ryuji e sacerdote al Tempio Maledetto.
Yoshikumi XI
Appare soltanto nell'anime, è l'ultima discendente rimasta in vita di colui che ha forgiato Kurikana, la katana contenente i poteri satanici di Rin: ha i capelli corti, porta gli occhiali e indossa un kimono, è stata amica d'infanzia e fidanzatina di Bon.
Yohei
Bambino di otto anni che salva Izumo quando questa viene presa dai crampi mentre si trova in acqua; osservandola con attenzione le fa poi un complimento dicendo ch'è molto carina, cosa che fa notevolmente arrossire la giovane: si scopre alla fine che Yohei glielo ha detto solo perché ha le sopracciglia che assomigliano a quelle del suo cane. Ha una vera e propria venerazione nei confronti del padre; si prepara con tutte le forze ad affrontare il demone che crede responsabile della sua morte. Cocciuto e senza alcun pelo sulla lingua, ha nonostante tutto un carattere davvero molto simpatico: si perde appena mette il naso fuori di casa avendo un pessimo senso dell'orientamento.
Michelle Neuhaus
Moglie defunta di Igor.
Ernst Frederik Egin
Nonno materno di Rin e Yukio. Inizialmente si presenta a Yukio come il nonno che ha sempre voluto conoscere i figli di Yuri coinvolgerlo in un'operazione per distruggere Gehenna e far tornare Rin umano. Ma quando il suo piano fallisce viene fuori la sua vera natura: in realtà è un uomo vile, senza scrupoli, con un odio profondo per i demoni (compresi Rin e Yukio che hanno sangue demoniaco) che ha dato l'ordine di far uccidere sua figlia, quando ha scoperto che era incinta dei figli di Satana, indicando che il suo odio non è vincolato dall'amore familiare.
Yuri Egin (ユリ・エギン?)
Madre di Rin e Yukio, è stata la giovanissima amante di Satan. Inizialmente era un'esorcista come tutti gli altri, appartenente all'illustra famiglia Egin del Vaticano, ma quando si avvicinò a Satana, permettendole di vivere nel suo corpo, rimase incinta dei suoi figli che vedeva in loro la speranza che fosse possibile la pace tra le due razze. Purtroppo venne condannato a morte dal suo stesso padre per poi morire poco tempo dopo aver dato alla luce i suoi figli.
Reiji Shiratori (白鳥 零二?, Shiratori Reiji)

#### Personaggi apparsi esclusivamente nel manga
Godaiin (醍醐院?)
Studente sedicenne che frequenta la scuola normale della True Cross, compagno di Noriko. Anch'egli è in grado di percepire la presenza demoniaca.
Saburota Todo (藤堂 三郎太?, Tōdō Saburōta)
55 anni, ha una striscia di capelli bianchi su un lato della fronte. È un demone che si traveste da esorcista istruttore per poter rubar entrambe le reliquie degli "occhi del re dell'impurità", con l'intenzione di farlo tornar in vita.
Lewin "Lightning" Light (ライトニング?, Raitoningu)
Cavaliere dell'Arco, opera in collaborazione col Paladin Arthur.
Torako Suguro (勝呂 虎子?, Suguro Torako)
Madre di Ryuji.
Yaozo (志摩 八百造?, Shima Yaozō), Juzo (志摩 柔造?, Shima Jūzō) e Kinzo (志摩 金造?, Shima Kinzō) Shima
Appaiono solo nel manga, sono i tre fratelli maggiori di Renzo.
Mamushi Hojo (宝生 蝮?, Hōjō Mamushi)
25 anni, figlia di Uwabami.
Uwabami Hojo (宝生 蟒?, Hōjō Uwabami)
Padre di Mamushi, monaco esorcista presso la filiale di Kyoto della True Cross.

### Demoni
Il mondo in cui vivono i Demoni è chiamato Gehenna (虚無界?, Gehena), di cui non si sa molto a proposito. Si dice che l'unica via diretta per il mondo dei demoni sia attraverso il Cancello di Gehenna (虚無界の門?, Gehena gēto) che solo Satana può aprire.
Satana (青焔魔?, Satan)
È il Dio dei Demoni e sovrano di Gehenna, inoltre è il padre degli Otto Re Demoni e dei due fratelli nephilim, Rin e Yukio Okumura. I suoi poteri sono talmente forti che necessita di un particolare contenitore per rimanere su Assiah. Quando si innamorò dell'esorcista Yuri con lei crebbe il desiderio di unire i loro mondi in uno solo per poter vivere in pace.

#### Otto Re Demoni
Gli Otto Re Demoni (八候王?, Hachi-Kōō, lett. "Otto Re Assistenti"), o Ba'al (八候王?, Bāru) sono:
Lucifero (ルシフェル?, Rushiferu), il Re della Luce (光の王?, Hikari no Ō)
È uno degli Otto Re Demoni, più precisamente è il Re della Luce. Mostra affiliazione con demoni che hanno corpi luminosi. È il più potente tra gli Otto Re Demoni. È affiliato agli "Illuminati". Fa il suo debutto nel 41º capitolo.
Samael (サマエル?, Samaeru), il Re del Tempo (時の王?, Toki no Ō)
È uno degli Otto Re Demoni, più precisamente è il Re del Tempo. Mostra affiliazione con demoni che sono in grado di trascendere i confini dello spazio e del tempo. È il secondo più potente tra gli Otto Re Demoni. È affiliato all'"Ordine della Vera Croce". Fa il suo debutto nel 1º capitolo.
È conosciuto anche con i nomi di Mephisto Pheles (メフィスト・フェレス?, Mefisuto Feresu) e Johann Faust V (ヨハン·ファウスト五世?, Yohan Fausuto Gosei)
Azazel (アザゼル?, Azazeru), il Re degli Spiriti (氣の王?, Ki no Ō)
È uno degli Otto Re Demoni, più precisamente è il Re degli Spiriti. Mostra affiliazione con demoni che possiedono corpi spettrali. È il terzo più potente tra gli Otto Re Demoni. È affiliato all'"Ordine della Vera Croce". Fa il suo debutto nell'87º capitolo.
Iblīs (イブリース?, Iburīsu), il Re del Fuoco (火の王?, Hi no Ō)
È uno degli Otto Re Demoni, più precisamente è il Re del Fuoco. Mostra affiliazione con demoni i cui poteri o natura coinvolgono le fiamme. È il quarto più potente tra gli Otto Re Demoni. È affiliato agli "Illuminati". Fa il suo debutto nel 107º capitolo.
Egyn (エギュン?, Egyun), il Re dell'Acqua (水の王?, Mizu no Ō)
È uno degli Otto Re Demoni, più precisamente è il Re dell'Acqua. Mostra affiliazione con demoni con corpi liquidi, o che assomigliano ad animali acquatici. È il quinto più potente tra gli Otto Re Demoni. È affiliato agli "Illuminati". Fa il suo debutto nel 99º capitolo.
Astaroth (アスタロト?, Asutarotou), il Re del Decadimento (腐の王?, Kusa no Ō)
È uno degli Otto Re Demoni, più precisamente è il Re del Decadimento. Mostra affiliazione con demoni i cui poteri implicano decadimento e/o malattia, o che hanno corpi parzialmente marci. È il sesto più potente tra gli Otto Re Demoni. È affiliato agli "Illuminati". Fa il suo debutto nel 107º capitolo.
Amaimon (アマイモン?, Amaimon), il Re della Terra (地の王?, Chi no Ō)
È uno degli Otto Re Demoni, più precisamente è il Re della Terra. Mostra affiliazione con demoni i cui corpi possiedono attributi vegetali e/o minerali o che hanno gli attributi di animali terrestri. È il settimo più potente tra gli Otto Re Demoni. È affiliato all'"Ordine della Vera Croce". Fa il suo debutto nel 4º capitolo.
È conosciuto anche con il nome di Ambrosius Faust (アンブロジウス•ファウスト?, Anburojiusu Fausuto)
Beelzebub (ベルゼブブ?, Beruzebubu), il Re degli Insetti (昆の王?, Kon no Ō)
È uno degli Otto Re Demoni, più precisamente è il Re degli Insetti. Mostra affiliazione con demoni che assomigliano a insetti. È l'ottavo più potente tra gli Otto Re Demoni. È affiliato all'"Ordine della Vera Croce". Fa il suo debutto nel 130º capitolo.

#### Livelli
A parte Satana e gli Otto Re Demoni, i Demoni sono classificati in tre diversi livelli, Superiore, Medio e Inferiore, in base alla forza che possiedono e alla minaccia che rappresentano.
Livello Superiore
I Demoni di Livello Superiore sono coloro che possiedono una forza tremenda e rappresentano un'alta minaccia per la società umana. Se lasciati incontrollati, i Demoni di Livello Superiore potrebbero causare un terribile caos e distruzione, come distruggere intere città o diffondere piaghe. Questi Demoni tendono ad essere molto grandi, più grandi di demoni di rango inferiore dello stesso tipo almeno. In alcuni casi possono essere anche più grandi di un edificio.
Livello Medio
I Demoni di Livello Medio sono quelli di forza media e rappresentano una notevole minaccia per gli esseri umani. Le loro dimensioni sono medie, circa come quelle umane o un po' più grandi.
Livello Inferiore
I Demoni di Livello Inferiore sono quelli che possiedono pochissima forza e non rappresentano una minaccia; sono più un fastidio che una minaccia reale per gli esseri umani, con poche eccezioni. Questi Demoni tendono ad essere di piccole dimensioni, in alcuni casi abbastanza piccoli da entrare nel palmo della mano di qualcuno.

#### Imperatori
I due Imperatori (皇?, Ō), o Sol (双星?, Sōru, lett. "Stella Gemella")
Shemihaza (シェミハザ?, Shumihaza), l'Imperatore della Creazione (創造皇?, Sōzō Ō)
È uno dei due Imperatori, più precisamente è l'Imperatore della Creazione. È affiliato all'"Ordine della Vera Croce". Fa il suo debutto nel 14º capitolo.
Armumahel (?), l'Imperatore della Vacuità (虚無皇?, Kyomu Ō)
È uno dei due Imperatori, più precisamente è l'Imperatore della Vacuità. È affiliato all'"Ordine della Vera Croce". Fa il suo debutto nell'87º capitolo.

#### Famiglia del Re della Luce
- Seraphim (熾天使?, Serafimu): demone dal corpo composto di luce, può trasmettere la voce ed esplodere autodistruggendosi.
- Phantasma (幻?, Fantazuma): demone che può possedere i fotoni, può trasmettere la voce e sfruttando la rifrazione della luce proietta illusioni.
- Cherubim (智天使?, Kerubimu): demone dal corpo composto di luce, può generare dei laser.

#### Famiglia del Re del Tempo
- Kuchens Kuckucksuhr (お菓子の鳩時計?, Kūhenzu Kukkusuu~ā): demone che impedisce il normale scorrere del tempo al suo interno manipolandolo a proprio piacimento.
- Phantom Train (幽霊列車?, Fantomu Torein): demone che può possedere i treni per i viaggi dimensionali.
- Das Stärkste Gefängnis (一番防御力が高い牢屋?, Dasu Shutarukusute Gefengunisu): demone che imprigiona al suo interno le persone e fermando lo scorrere del tempo a chi vi è rinchiuso.
- Death (死神?, Desu): demone che può possedere la parte non tangibile dello spazio e del tempo, compare nel momento della morte di un essere umano e ne comunica il decesso.
  - Black Dog (黒妖犬?, Burakku Doggu): sottospecie del Death, può possedere la parte non tangibile dello spazio e del tempo, compare nel momento della morte di un essere umano e ne segue lo spirito.
  - Shadow (?): sottospecie del Death, può possedere la parte non tangibile dello spazio e del tempo, assume la forma e le pose degli esseri umani e vengono visti stare in piedi nei luoghi più disparati.
- Three Wise Monkeys (三猿鬼?, Surī Waizu Monkī): demoni che che possiedono esseri che predicano la saggezza di "non vedere il male, non sentire il male e non parlare del male", costringono a dire la verità.

#### Famiglia del Re degli Spiriti
- Byakko (白狐?, Byakko): demone che può possedere volpi, può assumere diverse forme, è un servitore della divinità del cibo e dell'agricoltura  Uka-no-Mitama (宇迦之御魂神?, Uka-no-mitama-no-kami). I famigli di Izumo Kamiki, Ukemochi (保食?, Ukemochi) e Miketsu (御饌津?, Miketsu) appartengono a questa specie.
  - Nine-Tailed Fox Spirit (九尾の狐?, Kyūbi no Kitsune): sottospecie del Byakko, possiede nove code. Era sigillato nella Pietra Assassina (殺生石?, Sesshōseki).
- Cat Sídhe (猫又?, Ketto Shī): demone che possiede gatti, può alterare le sue dimensioni a piacimento. Il famiglio di Rin Okumura, Kuro (クロ?, Kuro) appartiene a questa specie.
- Ghost (霊?, Gōsuto): demone che può possedere le emissioni volatili di un cadavere, materializzandolo in un'immagine vaporosa della forma vivente del suo ospite, è immune a qualsiasi contatto fisico e può parlare.
  - Evil Ghost (悪霊?, Ibiru Gōsuto): sottospecie del Ghost, sono spiriti di intenti malvagi che danneggiano gli esseri umani, le cose e gli ambienti, può anche parlare. Mayuko (繭子?, Mayuko) appartiene a questa specie.
    - Baba Yaga (山姥?, Bāba Yaga): sottospecie dell'Evil Ghost, è noto per portare rovina e divorare esseri umani.

  - Fetish (フェティッシュ?, Fetisshuu): sottospecie del Ghost, può possedere vari oggetti.
    - Jack-in-the-Box (吃驚匣?, Jakku In Za Bokkusu): sottospecie del Fetish, può divorare o intrappolare all'interno di sé le persone.
    - Galatea (人形?, Garatea): sottospecie artificiale del Fetish. I famigli di Nemu Takara, Jean, Groom Version (超機兵 セントガイアVer?, Jan Hanamuko Bājon), Mecha Warrior St. Gaia (超機兵 セントガイア?, Chō-ki-hei Sentogaia), Kitchen Knife Bunny (包丁ウサギ?, Hōchō Usagi) e Mike Fox God (ミケ狐神?, Mike Kitsunegami), appartengono a questa specie. Il famiglio di Mephisto Pheles, Possessed Statue (?), appartiene a questa specie.

  - Shapeshifter (擬態霊?, Sheipushifutā): sottospecie del Ghost, può possedere una materia semi-solida (acqua, fango, detriti di fogna, ecc...) e può quindi mutare forma.
- Furfur (麒麟?, Fūrufūru): demone che può manipolare i fulmini e ha un'affinità col bel tempo.
- Sylph (氣精?, Shirufu): demone elementale dell'aria, può manipolare l'aria.
- Silvestre (ジルヴェストル?, Siruvu~esutoru): demone in grado di manipolare l'aria per tagliare qualsiasi cosa.
- Set (氣神?, Seto): demone che può manipolare il vento.
- General Frost (冬将軍?, Jeneraru Furosto): demone che può possedere i cristalli di ghiaccio presenti nell'atmosfera.
  - Jack Frost (霜兵?, Jakku Furosuto): sottospecie di General Frost, può possedere i cristalli di ghiaccio presenti nell'atmosfera.
- Indra (雷天?, Indora): demone che può manipolare i fulmini. È uno dei Lokapala.
- Vayu (風天?, Vayu): demone che può manipolare il vento. È uno dei Lokapala.
- Canaria (金糸雀?, Kanaria): demone che prende la forma di folletti.
- Taka-Onna (高女?, Taka-Onna): demone che prende la forma di una donna alta più di due piani.

#### Famiglia del Re del Fuoco
- Peg Lantern (化燈寵?, Pegu Rantan): demone che può possedere apparecchiature di illuminazione artificiale.
- Karura (伽樓羅?, Karura) o Phoenix (不死鳥?, Fenikkusu) o Fenghuang (鳳凰?, Hōō): demone in grado di generare e controllare fiamme potenti e distruttive che hanno potenti capacità di guarigione.
- Ucchusma (烏枢沙摩?, Uchishumā) o Burning Impurity Kongo (不浄契金剛?, Fujōkei Kongō) o Agni (火天?, Aguni): demone in grado di generare e controllare fiamme potenti e distruttive che hanno potenti capacità di purificazione.
- Salamander (火蜥蜴?, Saramandā): demone che può possedere salamandre, è un demone elementale del fuoco, può sputare fuoco.
  - Dragon (?): sottospecie del Salamander, può raggiungere grandi dimensioni e volare.
- Hinoyagihayao-no-kami (火之夜藝速男神?, Hinoyagihayaonokami): demone che può controllare il fuoco.
- Cyclops (一目坊?, Saikuropusu): demone che può possedere i cadaveri degli elefanti, si trova attorno al fuoco e all'acciaio, può generare un raggio infuocato dall'occhio.
- Rinka (燐火?, Rinka) o Demon-Fire (鬼火?, Onibi) o Azul (アジュア?, Ajua) o Irrlicht (イルリヒト?, Irurihito) o Will o' the Wisp (ウィルオウィスプ?, Uiruouisupu) o Ignis Fatuus (イグニスファトス?, Igunisufatosu): demone in grado di generare fiamme.
- Coyote (狐狼弟?, Kokotoru): demone che può manipolare il fuoco.
- Muspell (熔岩巨人?, Musuperu): demone gigante di rocce incandescenti, ha dimensioni colossali.
- Lust King (?): demone che può controllare il fuoco. Asmodeus (アスモデウス?), appartiene a questa specie.
- Sun King (?): demone che può controllare il fuoco. Amon (アモン?), appartiene a questa specie.

#### Famiglia del Re dell'Acqua
- Reaper (蝦基?, Rīpā): demone che può possedere le rane, può leggere le emozioni.
- Naiad (水精?, Naiasu): demone elementale dell'acqua, può manipolare l'acqua.
  - Oceanid (大水精?, Okeanidesu): sottospecie di Naiad, può manipolare l'acqua.
- Kraken (大王烏賊?, Kurāken): demone che può possedere cefalopodi, può duplicarsi rilasciando una forma di vapore che si concretizza.
- Sea Monk (海坊主?, Shīmonku): demone che può produrre coralli e organismi marini.
- Sea God (海神?, Wadatsumi) o Triton (トリトン?, Toriton): demone che può possedere balene o tartarughe marine, assume potere dall'adorazione ed è in grado di parlare. Amatsumi Hiko (海人津見彦?, Amatsumihiko) appartiene a questa specie.
- Varuna (水天?, Varuna): demone che può controllare l'acqua.
- Hawk (鷹?, Taka): demone che può manipolare l'acqua.

#### Famiglia del Re del Decadimento
- Coal Tar (魍魎?, Kōru Tāru): demone aviotrasportato che possiede funghi, macchie di polvere e sporcizia. È attratto dal buio, luoghi umidi, così come gli esseri umani con nature oscure. Causa la pneumoconiosi.
  - Koks (魍魎王?, Kōkusu): demone che si forma da un gran numero di Coal Tar.
- Ghoul (屍?, Gūru): demone che può possedere cadaveri umani o animali.
  - Naberius (屍番犬?, Naberiasu): sottospecie artificiale del Ghoul, può produrre  dei liquidi che mandano in necrosi i tessuti con cui vengono in contatto.
- Impure King (不浄王?, Fujō Ō): demone della Tribù Impura, può esalare un miasma tossico.
  - Impure Princess (不浄姫?, Fujōki): sottospecie della Tribù Impura, può esalare un miasma tossico.
  - Impure Baron (不浄男爵?, Disaido Baron): sottospecie della Tribù Impura, può esalare un miasma tossico.
- Zombie (屍人?, Zonbi): demone che può possedere corpi umani in necrosi.
  - Chimera Zombie (異形屍人?, Kimera Zonbi): sottospecie artificiale dello Zombie. Possiede una rigenerazione accelerata.
    - Inflatable Zombie (膨張屍人?, Infurezonbi): variante del Chimera Zombie. Possiede una rigenerazione accelerata tale che può assorbire la materia attorno a sé a una velocità incredibile.
- Necrophager (食屍鬼?, Nekurofajī): demone che può possedere umani per nutrirsi di non-morti.
- Harpy (姑獲鳥?, Hāpī): demone che può possedere il cadavere di donne morte di parto, può volare.
- Gremlin (器械鬼?, Guremurin): demone che può possedere parti del corpo umano che sono state tranciate o amputate.
- A Bao A Qu (?): demone che appare come una massa di arti umani intrecciati.

#### Famiglia del Re della Terra
- Goblin (鬼?, Goburin): demone che può possedere piccoli animali come topi e talpe. Combina dispetti.
  - Hobgoblin (小鬼?, Hobugoburin): sottospecie del Goblin, può aumentare le sue dimensioni. Il famiglio di Amaimon, Behemoth (ベヒモス?, Behimosu), appartiene a questa specie.
- Dekalp (山魅?, Dekkuarupu): demone che può possedere erbe e piante.
- Greenman (緑男?, Gurīnman): demone che può produrre qualsiasi tipo di pianta. Il famiglio di Shiemi Moriyama, Nee (ニー?, Nī), appartiene a questa specie.
- Bariyon (囀石?, Bariyon): demone che può possedere rocce e oggetti simili, può manipolare il suo peso a piacimento.
- Naga (蛇?, Nāga): demone che può possedere serpenti, può possedere l'immortalità.
  - Hydra (八岐大蛇?, Hyudora): sottospecie del Naga, è simile a un serpente con teste multiple, può possedere l'immortalità. Hachirotaro Okami (八郎太郎大神?, Hachirōtarō Ōmikami) appartiene a questa specie.
  - Ouroboros (輪廻竜?, Uroborosu): sottospecie del Naga, ha un alto tasso rigenerativo.
- Komainu (狛犬?, Komainu): demone che può possedere cani. Komatarou (?, Komatarou), appartiene a questa specie.
- Yeti (雪原人?, Yeti): demone che possiede una grande forza fisica.
- Ent (木霊人?, Ento): demone che può possedere alberi, può manipolare le radici.
- Golem (土塊?, Gōremu): demone artificiale animato tramite un sigillo.
- Bonnacon (ボナコン?, Bonakon): demone che può possedere gli arieti.
- Taiowa (?): demone che può manipolare la terra.

#### Famiglia del Re degli Insetti
- Chuchi (虫豸?, Chūchi): demone che può possedere piccoli insetti, può deporre delle uova da cui escono delle larve parassite.
- Spider King (?): demone che può possedere ragni, può produrre ragnatele adimensionali ed entrare nella modalità tiranno. Il famiglio di Beelzebub, Bael (バエル?, Baeru), appartiene a questa specie.
- Flesh Fly King (?): demone che può possedere mosche della carne, può volare. Il famiglio di Beelzebub, Belzébuth (ベルゼビュート?, Beruzebyūto), appartiene a questa specie.

#### Famiglia dell'Imperatore della Creazione
Non sono stati introdotti, ancora, demoni che fanno parte di questa famiglia

#### Famiglia dell'Imperatore della Vacuità
- Yamantaka (夜魔徳?, Yamantaka) o Daiitoku (大威徳?, Daiitoku): demone che può usare le fiamme nere.
- Mahakala (?): demone che può generare le fiamme nere.
- Heilong (黒龍?, Heiron): conosciuto come Imperatore Nero, Drago Nero e Generale del Nord. Può generare una nebbia nera.

### Spade Demoniache
Una Spada Demoniaca (魔剣?, Maken) è un'arma da combattimento dotata del potere dei Demoni, che le conferisce abilità speciali.
Ci sono due tipi di spade: Possessione e Protezione Divina.
Elenco di Spade Demoniache
- Tizona (焚木剣?, Tisōna): tipo Sconosciuto - Posseduta da Abel Franken (distrutta)
- Caliburn (カリバーン?, Karibān): tipo Possessione - Posseduta da Arthur A. Angel (in attività)
- Fang (牙?, Kiba): tipo Protezione Divina - Posseduta da 	Shura Kirigakure (depotenziata)
- Kurikara (倶利加羅?, Kurikara) o Kouma Sword (降魔剣?, Kōmaken): tipo Unico - Posseduta da Rin Okumura (in attività)

## Terminologia
Gli Esorcisti sono persone particolarmente adatte e predisposte che nel mondo umano proteggono il prossimo dalle influenze demoniache malvagie.

### Classi di esorcisti
- Masho (魔障?, Mashō) termine derivante dal buddhismo antico ed è la capacità di vedere i demoni a livello fisico a seguito d'una ferita subita da essi. Riferita anche ad una speciale malattia inflitta temporaneamente da un demone, è necessario avere il segno distintivo del Masho per poter giungere ad esser Meister. Rin l'ha ottenuto prima della nascita, quando ancora si trovava nel grembo materno.
- Meister (称号?, Maisutā) per qualsiasi individuo che aspiri a diventare un esorcista, gli è necessario per prima cosa ottener il titolo di Meister, ossia una persona che si è specializzata in un particolare stile ed abilità di combattimento. Le 5 categorie disponibili sono:

1. Knight (骑士?, Naito) "cavaliere". La specializzazione scelta da Rin e quella praticata da Shura e Arthur: si usano le armi bianche (come spade, arco e frecce, lance) per combattere.
2. Dragoon (竜骑士?, Doragūn). La specializzazione di Yukio: si usa per combattere tutta una vasta gamma di armi moderne, dalle rivoltelle ai fucili mitragliatori d'alta precisione.
3. Tamer (手骑士?, Teima) "domatore". La specializzazione scelta da Izumo ed inizialmente anche da Shiemi: si può con essa evocare e controllare certi demoni definiti "familiari" per farli combattere a proprio vantaggio. Al fine di evocare un famiglio è però prima necessario realizzare un cerchio magico disegnato per terra o su un foglietto di carta; Igor ce l'ha tatuato sul braccio sinistro. Recitando delle particolari formule l'esorcista offre poi in sacrificio qualche goccia del proprio sangue; se il cerchio viene cancellato o strappato il demone familiare scompare. Può esser evocato anche più di un famiglio per volta; però se il Tamer perde la fiducia in sé stesso il demone, non essendo più domato da una potente forza spirituale che lo controlla e guida dall'alto si può rivoltare contro il proprio creatore aggredendolo.
4. Aria (咏唱骑士?, Aria). La specializzazione scelta da Bon, Renzo e Konekumaru: per ogni demone esiste un particolare versetto contenuto all'interno della Sacra Bibbia che ne causa l'immediato annientamento; recitando i versi sacri in maniera appropriata se ne provoca così la sconfitta definitiva.
5. Doctor (医工骑士?, Dokutā). Specializzazione in cui dimostra notevoli abilità Shiemi: è la capacità di guarire le ferite causate dai demoni.

È possibile inoltre ottenere il titolo di Meister anche per più d'una categoria.

### Scala dei Gradi degli Esorcisti
Il grado di esorcista è determinato dalla classe e dal livello di demone che l'esorcista è riuscito a sconfiggere da solo durante l'esame di certificazione. La classe del demone che determina il grado dell'esorcista (Superiore, Medio, Inferiore) e il suo livello che determina il suo status (Primo o Secondo).
- Paladino (パラディン?, Paradin): è il più alto grado di esorcista, appartenente all'esorcista che è riconosciuto come il più forte di tutti. Ci può essere un solo Paladino alla volta e, in genere, una volta che un individuo diventa Paladino, mantiene il titolo fino alla propria morte. La nomina è estremamente difficile, con la condizione minima di padroneggiare tutti e cinque i meister.
  - Abel Franken         - 250° Paladino       - deceduto
  - Shiro Fujimoto       - 251° Paladino       - deceduto
  - Arthur Auguste Angel - 252° Paladino       - in carica

- Arcicavaliere (アークナイト?, Ākunaito): è il secondo rango più alto tra gli esorcisti, secondo solo al Paladino. Solo 4 persone possono detenere il grado di Arcicavaliere alla volta.
  - Drac Dragulescu      - Arcicavaliere       - disertato
  - Lewin Light          - Arcicavaliere       - in carica
  - Lucy Yang            - Arcicavaliere       - deceduta
  - Osceola Redarm       - Arcicavaliere       - deceduto
  - Loxley               - Arcicavaliere       - deceduto

- Cavaliere Onorario (キャンサー?, Kyansā): è uno speciale rango d'élite, al di sopra del Rango Superiore ma al di sotto degli Arcicavalieri.
  - Mephisto Pheles      - Cavaliere Onorario  - in carica

- Classe Superiore (上級?, Jōkyū) o Senior Exorcist: Hanno a che fare con i Demoni più forti che potrebbero causare danni significativi alla società umana. Alcuni esorcisti di Elasse Superiore sono Capi Ramo che comandano tutti gli altri esorcisti della sezione. Altri esorcisti di Classe Superiore tendono ad avere responsabilità uniche.
  - Cheng-Long Liu       - 1ª Classe Superiore - in carica
  - Igor Neuhaus         - 1ª Classe Superiore - in carica
  - Shura Kirigakure     - 1ª Classe Superiore - in carica
  - Uwabami Hojo         - 1ª Classe Superiore - in carica
  - Waro Todo            - 1ª Classe Superiore - deceduto
  - Yaozo Shima          - 1ª Classe Superiore - in carica
  - Juzo Shima           - 2ª Classe Superiore - in carica
  - Saburota Todo        - 2ª Classe Superiore - disertato

- Classe Media (中級?, Chūkyū) o Intermediate Exorcist: Hanno a che fare con demoni di forza media che potrebbe causare danni notevoli se non controllati. Gli insegnanti che addestrano nuovi esorcisti sembrano essere almeno di Classe Media, se non di una superiore.
  - Kaoru Tsubaki        - 1ª Classe Media     - in carica
  - Mamushi Hojo         - 1ª Classe Media     - disertato
  - Yukio Okumura        - 1ª Classe Media     - in carica
  - Kinzo Shima          - 2ª Classe Media     - in carica

- Classe Inferiore (下級?, Kakyū) o Junior Exorcist: Il rango più basso di esorcisti qualificati. Hanno a che fare con i Demoni di basso livello che sono più un piccolo fastidio che una minaccia per gli umani. A volte supervisionano gli Exwire in missioni semplici.
  - Kawanaka             - 1ª Classe Inferiore - in carica
  - Richard Lincoln      - 2ª Classe Inferiore - deceduto
  - Yuri Egin            - 2ª Classe Inferiore - deceduta

- Exwire (エクスワイア?, Ekusuwaia): Gli Exwire sono Studenti-Esorcisti classificati direttamente sopra una Pagina. Exwires frequenta ancora le lezioni e studia per diventare Meister, ma sono in grado di eseguire missioni non di combattimento, come manutenzioni e commissioni.
  - Izumo Kamiki         - Exwire              - in carica
  - Jenny Kal            - Exwire              - deceduta
  - Konekomaru Miwa      - Exwire              - in carica
  - Nemu Takara          - Exwire              - in carica
  - Renzo Shima          - Exwire              - in carica
  - Rin Okumura          - Exwire              - in carica
  - Ryuji Suguro         - Exwire              - in carica
  - Shiemi Moriyama      - Exwire              - in carica

- Page (祓魔塾生?, Peiji): Prima di diventare un Exwire, l'individuo inizia come un Page, imparando gli elementi più basilari dell'esorcismo e della Demonologia. Per diventare un Exwire, un Page deve superare l'Esame di Autorizzazione Exwire. L'esame consiste in prove scritte e una prova sul campo, che determina le abilità di combattimento complessive della classe e le capacità di lavoro di squadra.
  - Noriko Paku          - Page               - ritirata

- Rango sconosciuto
  - Ao Hojo                                   - in carica
  - Bourguignon                               - in carica
  - Chelsea Applebee                          - in carica
  - Chika Minami                          - in carica
  - Fujimoto                                  - deceduto
  - Gozo Shima                                   - in carica
  - Hajime Narumi                          - in carica
  - Haruta Shishamo                          - in carica
  - Izumi                                     - in carica
  - Kinoshita                                 - in carica
  - Kurobe                                - deceduto
  - Maki Angeline                             - in carica
  - Malchidael                                - deceduta
  - Maruta                                    - in carica
  - Masato Chigusa                                    - in carica
  - Naoya Kyodo                               - in carica
  - Nishiki Hojo                              - in carica
  - Ryuunosuke Doi                            - in carica
  - Seishiro Nagatomo                         - in carica
  - Shigemichi Kumagai                         - in carica
  - Shinichi Sato                         - in carica
  - Susumu Yunokawa                           - in carica
  - Tadashi Misumi                            - deceduto
  - Takezo Shima                            - deceduto
  - Tarsem Mahal                              - in carica
  - Terufusa Adachi                              - in carica
  - Tatsuma Suguro                            - in carica
  - Timotēe Timowan                           - in carica
  - Tsuguro Todo                              - deceduto
  - Yamagami                                  - in carica

## Produzione
Kazue Katō si è ispirata al film I fratelli Grimm e l'incantevole strega del 2005 con l'intento di trasformare i fratelli che combattono contro i mostri in una storia. Alla fine decise di realizzare una storia con protagonisti demoni ed esorcisti, creando così Blue Exorcist. Dato che gli esorcisti sono alla base della storia, il manga presenta molti riferimenti biblici. In un'intervista condotta da Anime News Network, Katō ha affermato: "Non dovrei scappare da questi riferimenti se sto lavorando nel genere esorcista". L'autrice ha inoltre pianificato un finale per la sua opera, anche se la serie non ha ancora una data di conclusione precisa in quanto verrà decisa in base alla popolarità del manga in Giappone.
Nel 2016, Katō ha dichiarato: "Penso che potrebbero esserci almeno quattro archi narrativi. Ho una trama approssimativamente completa per il finale, ma non ho ancora pensato a tutti i dettagli. Ho alcune cose in cui non sono sicura di cosa decidere di fare". Nel luglio 2021, Katō ha annunciato che il manga sarebbe entrato in una pausa di otto mesi per lavorare a un adattamento della miniserie manga in sei capitoli Eizen Karukaya kaiitan di Fuyumi Ono. Il manga ha ripreso la serializzazione un mese dopo il previsto, il 2 maggio 2022.

## Media

### Manga
Il manga è scritto e disegnato da Kazue Katō. Un capitolo one-shot intitolato Miyamauguisu-tei jiken (深山鶯邸事件? lett. "Il caso della casa di Miyamauguisu") è stato pubblicato il 4 agosto 2008 sulla rivista Jump Square di Shūeisha. Il manga invece viene serializzato dal 4 aprile 2009 sempre su Jump Square. Shūeisha raccoglie periodicamente i capitoli in singoli volumi tankōbon, il primo dei quali è uscito il 4 agosto 2009 mentre l'ultimo, il trentaduesimo, il 2 maggio 2025. I tankōbon vengono talvolta distribuiti in formato digitale dove vengono ripristinate le pagine a colori presenti nei singoli capitoli e originariamente presenti nella serializzazione su rivista.
Una serie spin-off scritta da Katō, disegnata da Minoru Sasaki, intitolata Salary-Man Exorcist: La malinconia di Yukio Okumura (サラリーマン祓魔師 奥村雪男の哀愁?, Sararīman futsumashi Okumura Yukio no aishū) e incentrata sul fratello di Rin, Yukio, viene serializzata dal 19 aprile 2013 sulla testata Jump SQ.19. Dopo che la rivista ha cessato la pubblicazione il 19 febbraio 2015, l'opera è stata trasferita su Jump Square. La serie è poi terminata il 3 aprile 2020. I capitoli sono stati raccolti in 4 volumi tankōbon pubblicati dal 4 febbraio 2015 al 4 giugno 2020.
In Italia il manga viene pubblicato da Panini Comics sotto l'etichetta Planet Manga nella collana Manga Graphic Novel dal 25 giugno 2011. Al 10 aprile 2025, i volumi pubblicati ammontano a trentuno. I primi sette numeri sono stati resi disponibili nel classico formato da edicola della casa editrice, mentre dall'ottavo numero in poi la casa editrice come per molte altre sue testate, ha deciso di adottare anche per questa serie il nuovo formato più spesso. Inoltre dopo pochi mesi dall'uscita i primi quattro numeri sono andati subito esauriti, di conseguenza la Panini ha ristampato i numeri non disponibili con il nuovo formato. La traduzione dei testi è curata da Alice Massa, mentre il lettering è realizzato da Alessandro Lapiddi. La serie Salary-Man Exorcist: La malinconia di Yukio Okumura è sempre stata pubblicata dalla medesima casa editrice dal 27 aprile 2017 all'11 febbraio 2021.

### Anime

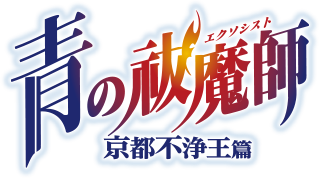
Logo dell'anime Blue Exorcist: Kyoto Saga

Un adattamento anime è stato annunciato il 27 novembre 2010 sul sito ufficiale di Jump Square di Shūeisha. L'anime è stato diretto da Tensai Okamura, prodotto da Hitoshi Okamura e prodotto da A-1 Pictures. In origine la serie doveva andare in onda il 10 aprile 2011 su MBS in sostituzione di Star Driver: Kagayaki no Takuto; tuttavia, a causa del terremoto e maremoto del Tōhoku dell'11 marzo 2011, la trasmissione è stata posticipata al 17 aprile 2011 e si è conclusa il 2 ottobre seguente. Le sigle di apertura e chiusura dei primi dodici episodi sono rispettivamente Core Pride degli Uverworld e Take off dei 2PM, mentre dall'episodio tredici in poi cambiano in In my World dei ROOKiEZ is PUNK'D e Wired Life di Meisa Kuroki. Un OAV intitolato Kuro no lede è uscito il 26 ottobre 2011.
Una seconda stagione intitolata Blue Exorcist: Kyoto Saga è stata annunciata nel giugno 2016. Quest'ultima è stata diretta da Koichi Hatsumi, sceneggiata da Toshiya Ōno, presenta il character design di Keigo Sasaki e la colonna sonora di Hiroyuki Sawano e Kohta Yamamoto, inoltre lo studio A-1 Pictures è tornato alla produzione. La serie è stata trasmessa dal 6 gennaio al 24 marzo 2017. La sigla d'apertura è Itteki no eikyō (一滴の影響?) degli Uverworld mentre quella di chiusura è Kono te de (コノ手デ?) di Rin Akatsuki. Due ulteriori OAV sono usciti rispettivamente il 4 aprile e il 4 ottobre 2017.
Nel dicembre 2022 è stato annunciato che la serie riceverà un altro adattamento anime. Successivamente si è rivelata essere la terza stagione, intitolata Blue Exorcist: Shimane Illuminati Saga, che adatta i volumi 10-15 del manga originale. L'anime è prodotto da Studio VOLN e diretto da Daisuke Yoshida, la sceneggiatura è scritta da Toshiya Ōno, il character design curato da Yurie Oohigashi e la colonna sonora composta da Hiroyuki Sawano e Kohta Yamamoto. È stata trasmessa dal 6 gennaio al 23 marzo 2024 su Tokyo MX e altre reti. La sigla iniziale è Eye’s Sentry degli Uverworld mentre quella di chiusura è Gakkyū nisshi (学級日誌?) di Mulasaki-Ima.
Nel marzo 2024, in occasione dell'evento AnimeJapan 2024, è stata annunciata la quarta stagione. Nel luglio 2024 è stato annunciato che lo staff di Shimane Illuminati Saga sarebbe tornato a lavorare alla quarta stagione, la quale è suddivisa in due parti; la prima, sottotitolata Beyond the Snow Saga (雪ノ果篇?, Yuki no hate-hen) è andata in onda dal 5 ottobre al 21 dicembre 2024, mentre la seconda, sottotitolata The Blue Night Saga (終夜篇?, Yosuga-hen), è andata in onda dal 4 gennaio al 22 marzo 2025. Per Beyond the Snow Saga la sigla iniziale è Re Rescue di Reol, mentre quella di chiusura è Tsurara (ツララ?) di Yobahi. Per The Blue Night Saga la sigla iniziale è Tsūkaku (痛覚?) di Amazarashi, mentre quella di chiusura è Overlap (オーバーラップ?, Ōbārappu) di Shiyu.
In Italia sia la prima che la seconda stagione sono state pubblicate in versione sottotitolata su Netflix nel marzo 2019 mentre la terza e la quarta sono distribuite su Crunchyroll.

### Film
Nel settembre 2011 è stato annunciato un ulteriore progetto animato del manga nel numero di novembre della rivista Jump Square. Nel marzo 2012, sono stati confermati i membri principali dello staff che hanno visto Atsushi Takahashi come regista, Reiko Yoshida come sceneggiatrice, Keigo Sasaki come character designer e Shinji Kimura come direttore artistico, inoltre lo studio A-1 Pictures è tornato alla produzione. I doppiatori della serie anime del 2011 sono tornati a ricoprire i rispettivi ruoli per il film animato, e nell'ottobre 2012 si sono uniti a loro Rie Kugimiya e Hidenobu Kiuchi per doppiare rispettivamente i nuovi personaggi di Usamaro, un ragazzo demone, e Cheng-Long Liu, un esorcista di Taiwan. Il film, intitolato Blue Exorcist -Gekijōban- (青の祓魔師 -劇場版-?, Ao no Ekusoshisuto -Gekijōban-, lett. "Blue Exorcist -Versione cinematografica-"), è stato proiettato nei cinema giapponesi il 28 dicembre 2012.

### Light novel
Una light novel intitolata Blue Exorcist: Weekend Hero (青の祓魔師 ウィークエンド・ヒーロー?, Ao no futsumashi Uīkuendo Hīrō), scritta da Aya Yajima e illustrata da Kazue Katō è stata pubblicata da Shūeisha il 2 settembre 2011. Successivamente le due autrici hanno realizzato tre ulteriori romanzi: Blue Exorcist: Home Sweet Home (青の祓魔師 ホーム・スイート・ホーム?, Ao no futsumashi Hōmu Suīto Hōmu) uscito il 4 dicembre 2012, Blue Exorcist: Bloody Fairy Tail (青の祓魔師 ブラッディ・フェアリーテイル?, Ao no futsumashi Buraddi Fearī Teiru) pubblicato il 4 marzo 2014 e Blue Exorcist: Spy Game (青の祓魔師 スパイ・ゲーム?, Ao no futsumashi Supai Gēmu) reso disponibile il 3 marzo 2017.
| Nº | Titolo italiano (traduzione letterale) Giapponese 「Kanji」 - Rōmaji                                                | Data di prima pubblicazione             | Data di prima pubblicazione |
| Nº | Titolo italiano (traduzione letterale) Giapponese 「Kanji」 - Rōmaji                                                | Giapponese                              |                             |
| 1  | Blue Exorcist: Weekend Hero 「青の祓魔師 ウィークエンド・ヒーロー」 - Ao no futsumashi Uīkuendo Hīrō                | 2 settembre 2011 ISBN 978-4-08-703252-9 |                             |
| 2  | Blue Exorcist: Home Sweet Home 「青の祓魔師 ホーム・スイート・ホーム」 - Ao no futsumashi Hōmu Suīto Hōmu           | 4 dicembre 2012 ISBN 978-4-08-703283-3  |                             |
| 3  | Blue Exorcist: Bloody Fairy Tail 「青の祓魔師 ブラッディ・フェアリーテイル」 - Ao no futsumashi Buraddi Fearī Teiru | 4 marzo 2014 ISBN 978-4-08-703309-0     |                             |
| 4  | Blue Exorcist: Spy Game 「青の祓魔師 スパイ・ゲーム」 - Ao no futsumashi Supai Gēmu                                 | 3 marzo 2017 ISBN 978-4-08-703414-1     |                             |

### Altro
Uno spettacolo teatrale basato sulla serie e intitolato Live Act ao no Exorcist: Mashin no rakuin (LIVE ACT 青の祓魔師 〜魔神の落胤〜?, LIVE ACT Ao no futsumashi 〜Mashin no rakuin〜, lett. "LIVE ACT Blue Exorcist ~Il figlio illegittimo del diavolo~") è andato in scena per nove rappresentazioni presso la sala Nippon Seinenkan nel quartiere Shinjuku di Tokyo dall'11 al 17 maggio 2012. Satoshi Owada ha diretto e scritto le sceneggiature per lo spettacolo. I protagonisti Rin e Yukio Okuamura sono stati interpretati rispettivamente da Ryo Kimura e Kimito Totani. Una visual novel per PlayStation Portable dal titolo Blue Exorcist: Genkoku no Labyrinth (青の祓魔師 幻刻の迷宮?, Ao no futsumashi genkoku no Rabirinsu, lett. "Blue Exorcist: Il labirinto cronociclico") è uscita il 26 aprile 2012 edita da Bandai Namco Games. Un videogioco per smartphone, Blue Exorcist: Damned Chord, è stato annunciato a dicembre 2018 ma nel novembre 2020 viene confermato che è stato ufficialmente cancellato. Un action RPG in 3D, Alterna Welt: Ao no Exorcist Gaiden, è stato annunciato al Jump Festa 2024. Originariamente previsto per l'estate 2024, il gioco è stato posticipato al 2025 e uscirà su smartphone e PC.

## Accoglienza

### Manga
A novembre 2016, Blue Exorcist aveva in circolazione oltre 15 milioni di copie. A dicembre 2022, il manga aveva in circolazione oltre 25 milioni di copie. Il manga è stato popolare in Giappone con il settimo volume che ha ricevuto la prima tiratura di un milione di copie diventando il primo manga di Jump Square a raggiungere tale traguardo. L'uscita dell'anime ha anche aumentato drasticamente le vendite del manga al punto che Shūeisha ha deciso di aumentare la tiratura del settimo volume.
I critici hanno elogiato il manga, con Leroy Douresseaux di Comic Book Bin che ha ritenuto che il primo volume avesse del potenziale, apprezzando la sua commedia, i personaggi e le loro interazioni, consigliandolo ai lettori adolescenti. Danica Davidson di Otaku USA ha ritenuto che mentre la serie utilizzava una narrazione inquietante, i tratti eroici di Rin nonostante il figlio di Satana rendono la trama più attraente per i lettori. I disegni di Katō sono stati elogiati da Carlo Santos di Anime News Network per il modo in cui ogni personaggio aveva dei tratti distintivi mentre gli sfondi erano ben progettati. Deb Aoki di About.com ha elogiato a sua volta i disegni di Katō e il "mondo multidimensionale della serie che fonde architettura europea, cultura giapponese, tecnologia moderna e fantasia alla Tim Burton", sostenendo anche che si tratta di "miscuglio multiculturale" di Harry Potter, Cirque du Soleil, Blade Runner e Le avventure di Alice nel Paese delle Meraviglie, ma ha definito le scene d'azione "un po' caotiche e talvolta difficili da seguire".

### Anime
Nonostante abbia notato che la storia utilizza diversi cliché, Carl Kimlinger di Anime News Network ha sottolineato come l'esecuzione sia stata ben eseguita, presentando degli episodi divertenti, in particolar modo per le sue scene di combattimento, che sono state notate come uno dei punti di forza dell'anime. Sandra Scholes di active Anime ha notato delle somiglianze con altre serie come Trinity Blood, Fullmetal Alchemist e Bleach, ma ha anche affermato che la storia e i personaggi hanno "molto di loro per spronarci a guardarlo" e ha scritto che è "una serie davvero shōnen, ma c'è spazio per alcune scene emotive".